# Eddie Keizan
Pas d'image ? Cliquez ici
Eddie Keizan est un pilote automobile sud-africain né le 12 septembre 1944 à Johannesbourg et décédé le 21 mai 2016 dans la même ville. Il est notamment connu pour avoir participé à trois Grand Prix automobiles d'Afrique du Sud, en 1973, 1974 et 1975.

## Carrière
Eddie Keizan commence sa carrière en 1967 dans le championnat d'Afrique du Sud de voitures de tourisme qu'il remportera, de même qu'en 1968, 1969 et 1970.
En 1971, il passe à la Formule Ford avant de tenter sa chance dans la catégorie Formule 5000 du Championnat d'Afrique du Sud de Formule 1 en 1972 au volant d'une Surtees TS5. Avec une victoire et quatre podiums, il termine troisième,.

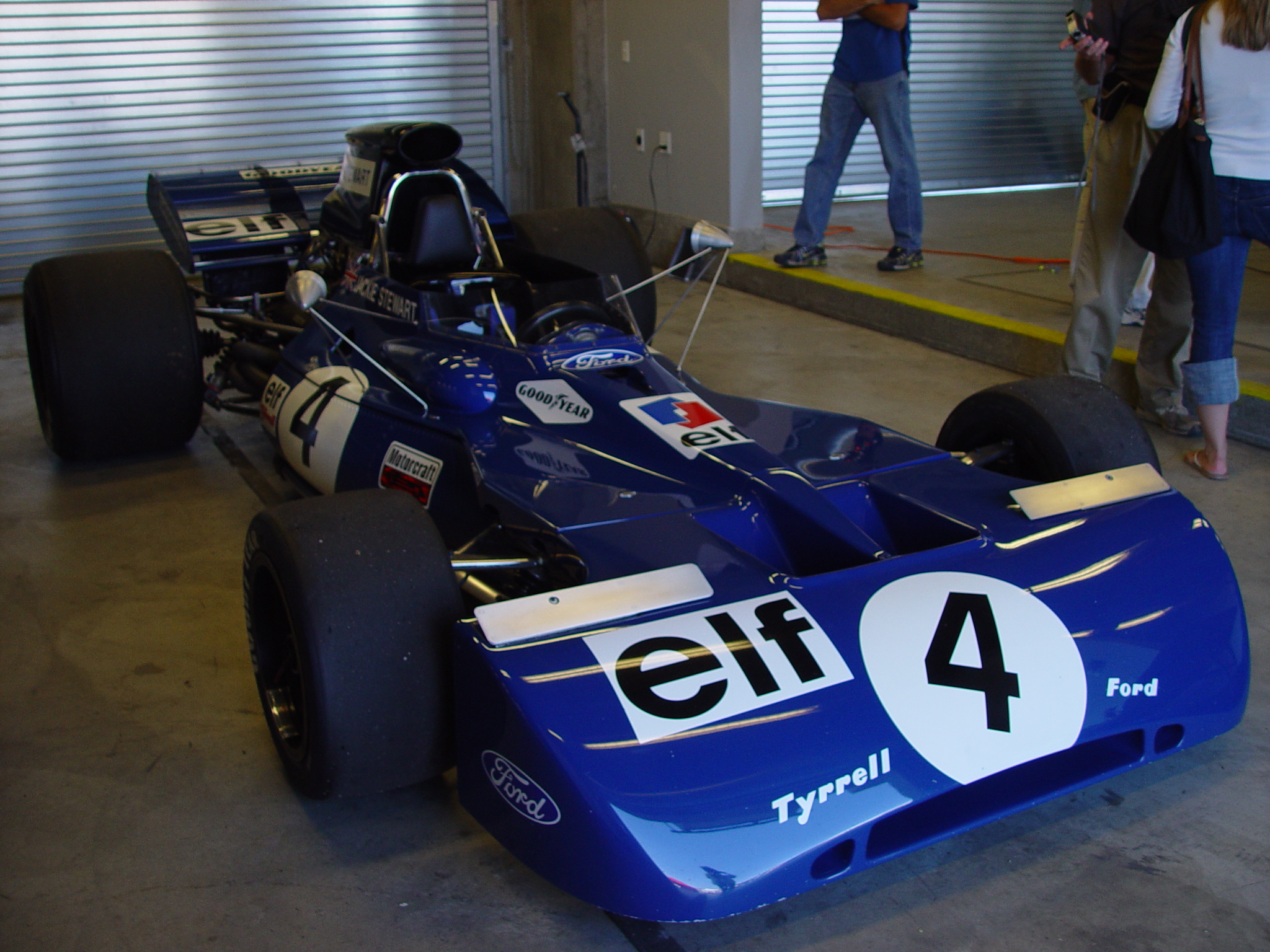
Une Tyrrell 004 (ici celle de Jackie Stewart), comparable à celle qu'Eddie Keizan pilote.

Fort de ce résultat, Alex Blignaut décide de lui confier le volant de sa Tyrrell 004 afin de courir la saison 1973, qui débute par le Grand Prix automobile d'Afrique du Sud. Qualifié vingt-deuxième, il ne sera pas classé en raison du retard important qu'il a accumulé durant la course (12 tours). Le reste de la saison sera bien meilleure puisque Keizan terminera deuxième du championnat.
Il tente une nouvelle fois sa chance avec sa Tyrrell 004 pour le Grand Prix automobile d'Afrique du Sud 1974. Il ne se qualifie que vingt-quatrième mais finit néanmoins la course quatorzième. Il décide de troquer sa Tyrrell pour une Lotus 72A du Team Gunston pour finir la saison. Il terminera 4 fois sur le podium avant d'abandonner 4 fois consécutives.
Cette même année il part en Europe le temps de participer à deux courses du Championnat d'Europe de Formule 5000, marquant un total de huit points.
Il garde cette monture pour le Grand Prix automobile d'Afrique du Sud 1975. Il se qualifie vingt-deuxième et parvient à réaliser une belle performance en course, finissant treizième, proche des Lotus officielles. Il finira cinquième du championnat sud-africain cette année-là.

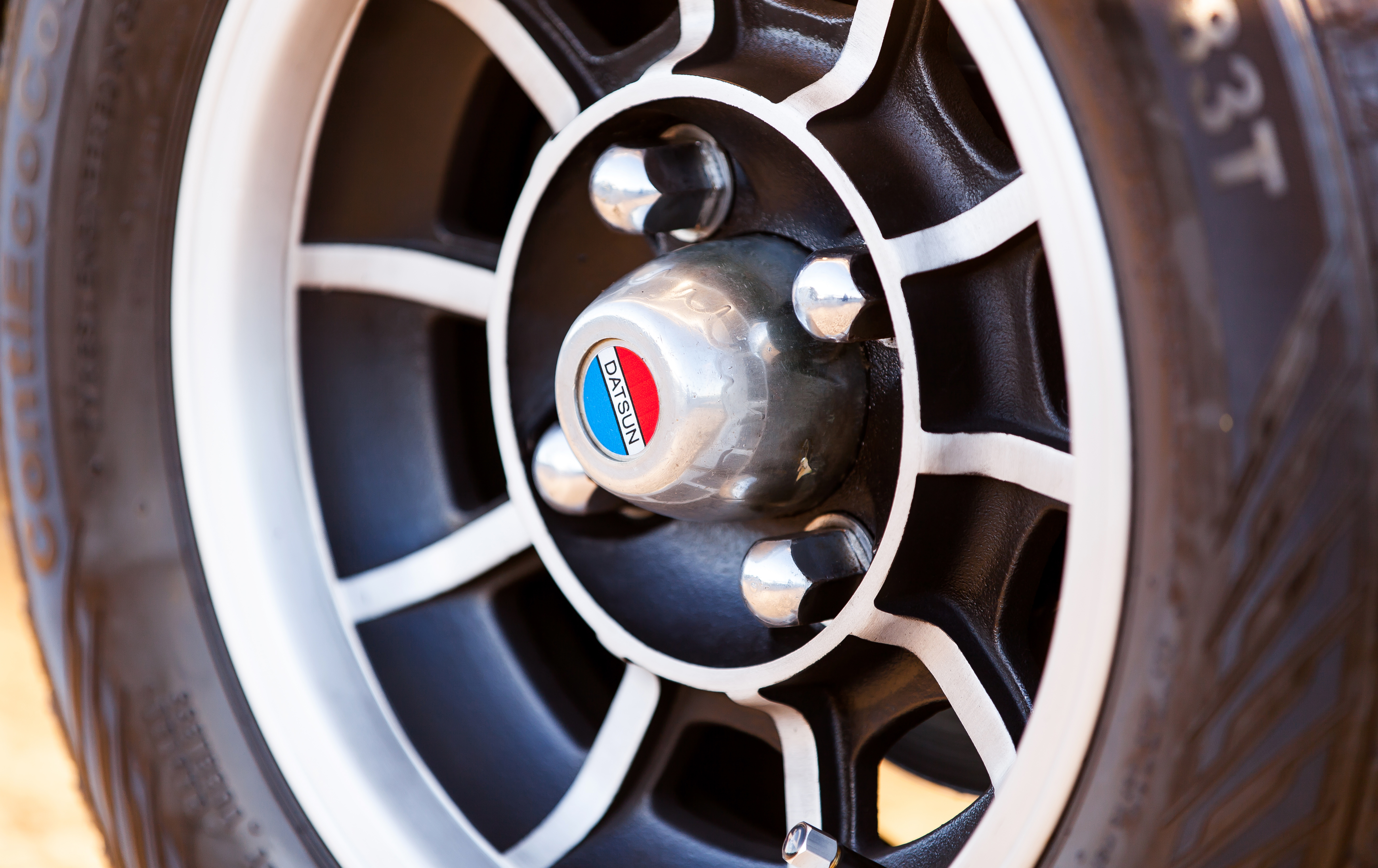
Jante d'une Datsun 160Z de la marque Tiger Wheels.

En raison de la crise pétrolière et de la modification du règlement technique du championnat d'Afrique du Sud de Formule 1, Eddie Keizan décide de retourner aux courses de voitures de tourisme, sur une BMW 535. 
Sa dernière course seront les 1000 kilomètres de Kyalami 1979, sur une BMW M1, course qu'il remportera, avec son coéquipier Helmut Kelleners.
Eddie Keizan est également le fondateur de la marque de jantes et de pneumatiques Tiger Wheel & Tyre.
Il décède le 21 mai 2016 d'un cancer.

## Résultats en Championnat d'Afrique du Sud de Formule 1
| Saison | Écurie                       | Châssis     | Moteur           | Courses | Victoires | Podiums | Pole positions | Meilleurs tours | Points | Classement |
| ------ | ---------------------------- | ----------- | ---------------- | ------- | --------- | ------- | -------------- | --------------- | ------ | ---------- |
| 1972   | Privé                        | Surtees TS5 | Ford V8          | 12      | 1         | 4       | 0              | 0               | 40     | 3e         |
| 1973   | Blignaut Lucky Strike Racing | Tyrrell 004 | Ford-Cosworth V8 | 12      | 1         | 8       | 2              | 1               | 53     | 2e         |
| 1974   | Blignaut Embassay Racing SA  | Tyrrell 004 | Ford-Cosworth V8 | 11      | 0         | 4       | 1              | 0               | 25     | 5e         |
| 1975   | Team Gunston                 | Lotus 72A   | Ford-Cosworth V8 | 9       | 0         | 3       | 0              | 0               | 17     | 5e         |

## Résultats en Championnat du monde de Formule 1
| Saison | Écurie                       | Châssis     | Moteur           | Courses | Victoires | Podiums | Pole positions | Meilleurs tours | Points | Classement |
| ------ | ---------------------------- | ----------- | ---------------- | ------- | --------- | ------- | -------------- | --------------- | ------ | ---------- |
| 1973   | Blignaut Lucky Strike Racing | Tyrrell 004 | Ford-Cosworth V8 | 1       | 0         | 0       | 0              | 0               | 0      | Nc.        |
| 1974   | Blignaut Embassy Racing SA   | Tyrrell 004 | Ford-Cosworth V8 | 1       | 0         | 0       | 0              | 0               | 0      | Nc.        |
| 1975   | Team Gunston                 | Lotus 72A   | Ford-Cosworth V8 | 1       | 0         | 0       | 0              | 0               | 0      | Nc.        |

## Palmarès
- Champion d'Afrique du Sud de voitures de tourisme 1967, 1968, 1969 et 1970
- Champion d'Afrique du Sud de Formule 1 (catégorie Formule 5000) 1972
- Vainqueur des 1000 kilomètres de Kyalami 1979[8]